# Target
Target Corporation (послује као Target и стилизовано као target) амерички је ланац робних кућа са седиштем у Минеаполису. Осми је највећи трговац на мало у САД и компонента индекса S&P 500.
До 2021. Target управља са 1.926 продавница широм САД и налази се на 37. месту на листи Fortune 500 највећих америчких корпорација за 2020. по укупном приходу.